# THREE CORNERED
『THREE CORNERED～THE BRICK'S TONE BEST(1997～2002)～』（スリー・コーナード） は、THE BRICK'S TONEが2003年3月19日にPICTUS / FUJIYAMAからリリースした1枚目のベスト・アルバム。 

## 概要
1997年から2002年までに自主制作したCD-R作品から選曲されている。

## 収録曲
全作詞・作曲・編曲：THE BRICK'S TONE
1. 流線型 (3:17)
2. かたこと (5:50)
3. SHOUT (4:52)
4. 青空のいたみ (4:46)
5. ブリキの詩人 (5:35)
6. シェイカー・マン (4:40)
7. あの場所にいた友たちへ (9:01)
8. 世界は悲しい (4:59)
9. Too Much ism (3:48)
10. ROCK LIFE (6:52)
11. GETでいくぜ!! (5:42)
12. ビジネスが蠢く（ボーナス・トラック）(3:18)
13. ミスター・パラドックス（ボーナス・トラック）(2:49)
14. 青色の弾丸（ボーナス・トラック）(5:01)

## 参加ミュージシャン
- 篠原太郎:ボーカル、ギター、ピアノ、オルガン、ブルースハープ
- 古川英俊:ボーカル、ベース
- 大槻敏彦:ボーカル、ドラム、パーカッション
- 守時龍巳:ピアノ、オルガン（ボーナス・トラックのみ）